# 范增
范增（前278年—前204年），战国后期至秦末居巢（今安徽省巢湖市亚父街道）人，西楚霸王项羽首席谋臣幕僚。项羽的叔父项梁反秦起义时，范增曾劝项梁立楚怀王后裔为王，项梁戰死後，范增一直在项羽身边擔任軍師，被其尊稱“亚父”（對父執輩的尊稱，相當於「叔父」），極受尊崇。但因陈平之离间计失去项羽的信任而离开楚军，不久病死。

## 生平
据载：“居巢人范增，年七十，素居家，好奇计。往说项梁曰：‘陈胜败固当。夫秦灭六国，楚最无罪。自怀王入秦不反，楚人怜之至今，故楚南公曰：‘楚虽三户，亡秦必楚’也。今陈胜首事，不立楚后而自立，其势不长。今君起江东，楚蜂起之将皆争附君者，以君世世楚将，为能复立楚之后也。’”项梁採用了范增的建議，擁立楚懷王之孫熊心，史稱楚後懷王。
公元前207年，秦军章邯令王离、涉间围攻鉅鹿（今河北省平乡县），章邯率军攻鉅南，楚怀王命宋义、项羽救赵，范增为末将。据载：“王召宋义与计事而大说之，因置以为上将军；鲁公项羽为次将，范增为末将，救赵。”范增后归项羽为谋士，为其所倚重，被尊为“亚父”。
前206年，范增随项羽入关中，劝項羽消灭野心勃勃的刘邦，但項羽因婦人之仁而未予采纳，范增在鸿门宴上令项庄舞剑，意欲借机刺殺刘邦，却因为项伯从中干扰以及项羽的优柔寡断，放走了刘邦。范增气愤地说：“唉！竖子不足与谋。夺项王天下者，必沛公也。吾属今为之虏矣。”
前204年初，楚军数次切断汉军粮道，刘邦被困荥阳（今河南省荥阳市），于是向项羽请和。项羽欲同意，范增说：“汉易与耳，今释弗取，后必悔之。”于是项羽与范增急攻荥阳。刘邦手下谋士陈平施离间计，令项羽誤以为范增勾结汉军，從而削去范增之兵權。范增因而大怒告老回乡，项羽默然同意。据载：“范增大怒，曰：‘天下大事大定矣，君王自为之。愿赐骸骨归卒伍。’”范增在回乡途中还没到彭城（今江苏省徐州市）就因背疽发作而死在路上。

## 佚事
野史传说他詐死，乘着船来到今属浙江省天台县的九遮山，隐姓埋名居住在山洞中，为民治病。但他依然关心国事，当项羽自刎乌江消息传来，他大哭：“竖子不听吾言，终有今日！”于是人们知道他就是范增，他却说“范增早就死於彭城，哪里会到这里来！”不久人去洞空，不知所终。

## 影視形象
- 香港電視劇《楚河漢界》（1985年）：由甘國衛飾演。
- 香港電影《西楚霸王》（1994年）：由刘洵飾演。
- 香港電視劇《楚汉骄雄》（2004年）：由羅樂林飾演。
- 中國大陆電視劇《楚汉風雲》（2005年）：由辛明飾演。
- 中国大陆电视剧《玫瑰江湖》（2009年）：由张春仲饰演。
- 中國大陆電視劇《神話》（2010年）：由周野芒飾演。
- 中國大陸与香港合拍電影《鴻門宴传奇》（2011年）：由黃秋生飾演。
- 中國大陸電視劇《楚汉爭雄》（2011年）：由徐敏飾演。
- 中國大陸電視劇《楚汉傳奇》（2012年）：由孙海英飾演。
- 中國大陸電影《王的盛宴》（2012年）：由陶泽如飾演。

## 动画形象
- 中國大陸三維動畫剧集《秦時明月》（2007年）：由蘇東生（I-II）→王衡（III）配音。